# Pathé Parnasse
Ne doit pas être confondu avec le Miramar et le Pathé Montparnos, ses anciennes annexes de 2010 à 2022.
Le Pathé Parnasse est un multiplexe cinématographique du réseau Pathé Cinémas dans le 14e arrondissement de Paris. Constitué de douze salles, il est situé au 3, rue d'Odessa, dans le quartier du Montparnasse.

## Historique

### Origine du cinéma
Un premier cinéma voit le jour au 3, rue d'Odessa en décembre 1913. Fondé par le comptable Édouard Ratel et l'artiste-lyrique Adolphe Heidet, le Palais Montparnasse (situé juste à côté de l'ancienne gare Montparnasse) remplace un ancien théâtre et est doté d'une grande salle de 900 places. Imaginée par les architectes Gustave-René Orlhac et Eugène-Charles Duron, sa capacité monte à 1 100 places avec l'ajout d'un balcon en 1919.
En octobre 1929, le Palais Montparnasse rejoint le circuit Pathé-Natan et devient l'année suivante le Pathé-Montparnasse.
Le Montparnasse-Pathé connaît de multiples rénovations au fil des décennies, dont une profonde modernisation en 1966. Afin de résister à la forte concurrence dans le quartier, le cinéma devient en 1974 un complexe de cinq salles réunissant 1 600 places. Une deuxième entrée voit le jour 74 boulevard du Montparnasse,.
À la suite de sa transformation, le Montparnasse-Pathé devient l'un des cinémas les plus fréquentés du quartier. Une sixième salle est créée en 1979.
En 1992, le Montparnasse-Pathé intègre le réseau Gaumont. Il prend simplement l'appellation Montparnasse, afin d'éviter toute confusion avec le Gaumont Parnasse (autrefois Paramount Montparnasse), ouvert depuis 1986 au 82 boulevard du Montparnasse.

### Transformation en multiplexe Gaumont Parnasse

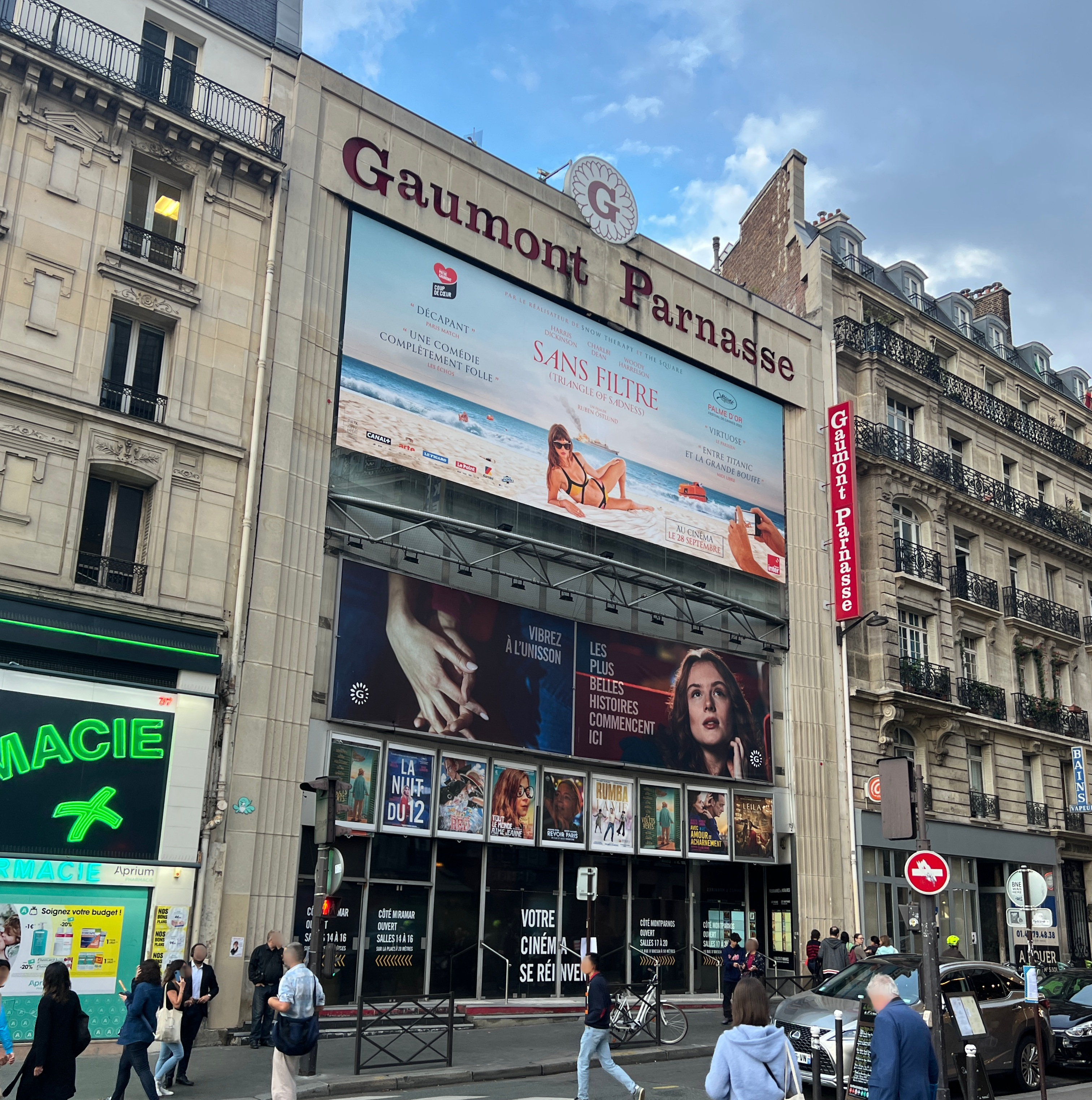
La façade en septembre 2022, durant sa fermeture.

L'ancien Gaumont Parnasse ferme définitivement en juillet 1994 tandis que le cinéma Montparnasse est démoli cette même année.
Le 20 décembre 1995, un nouveau cinéma Gaumont Parnasse voit le jour au 3 rue d'Odessa. Avec douze salles (dont quatre labellisées « GaumontRama »), le Gaumont Parnasse devient le premier multiplexe du réseau Gaumont à Paris. Il connaît une modernisation en 2005 sous l'égide de Christian Lacroix.
En 2010, le groupe EuroPalaces (réunissant les salles Gaumont et Pathé) rachète quatre des cinq cinémas du circuit Rytmann. À Montparnasse, le Miramar et Les Montparnos deviennent ainsi des annexes du Gaumont Parnasse. Le cinéma atteint désormais 19 salles.
Les 19 salles du Gaumont Parnasse réuniront aux alentours de 1,1 million de spectateurs chaque année, avant la pandémie de Covid-19.

### Pathé Parnasse
À la suite du rachat des parts de Gaumont par Pathé au sein de leur circuit de salles, tous les cinémas Gaumont passent sous l'enseigne Pathé à partir de juin 2022. Après quatre mois de fermeture pour rénovations, le Gaumont Parnasse  rouvre le 14 décembre 2022 et devient ainsi le Pathé Parnasse.
Labellisé comme le premier cinéma « Pathé Premium », le Pathé Parnasse revendique une qualité de confort inédite et une projection améliorée afin de répondre aux nouvelles attentes des spectateurs. Pour ce faire, sa capacité d'accueil globale a été réduite de 60 %, passant de 2 000 sièges à 800 fauteuils. Exclus du nouveau Pathé Parnasse, les côtés Miramar et Montparnos ont quant à eux retrouvés leur autonomie, tout en restant au sein du circuit Pathé Cinémas.

## Moyens d'accès
Station de métro Montparnasse - Bienvenüe.